# Matoaka
|  | No s'ha de confondre amb Matoaca. |

|  | Aquest article tracta sobre la localitat estatunidenca. Si cerqueu la princesa powhatan, vegeu «Pocahontas». |

Matoaka és una població dels Estats Units a l'estat de Virgínia de l'Oest. Segons el cens del 2000 tenia 317 habitants.

## Demografia
Segons el cens del 2000, Matoaka tenia 317 habitants, 125 habitatges, i 93 famílies. La densitat de població era de 453,3 habitants per km².
Dels 125 habitatges en un 30,4% hi vivien nens de menys de 18 anys, en un 48% hi vivien parelles casades, en un 20% dones solteres, i en un 25,6% no eren unitats familiars. En el 23,2% dels habitatges hi vivien persones soles el 16,8% de les quals corresponia a persones de 65 anys o més que vivien soles. El nombre mitjà de persones vivint en cada habitatge era de 2,49 i el nombre mitjà de persones que vivien en cada família era de 2,89.
Per edats la població es repartia de la següent manera: un 26,8% tenia menys de 18 anys, un 5,4% entre 18 i 24, un 26,2% entre 25 i 44, un 21,8% de 45 a 60 i un 19,9% 65 anys o més.
L'edat mediana era de 36 anys. Per cada 100 dones de 18 o més anys hi havia 82,7 homes.
La renda mediana per habitatge era de 17.159 $ i la renda mediana per família de 19.792 $. Els homes tenien una renda mediana de 25.000 $ mentre que les dones 13.750 $. La renda per capita de la població era de 9.522 $. Entorn del 28% de les famílies i el 29,5% de la població estaven per davall del llindar de pobresa.

## Poblacions properes
El següent diagrama mostra les poblacions més properes.